# Bon oświatowy
Bon oświatowy lub bon edukacyjny – państwowy bon finansujący edukację, który uczeń lub jego opiekunowie mogą wykorzystać do opłaty za naukę w wybranej przez siebie szkole. Rozwiązanie to może – w zależności od szczegółów realizacji – uzupełniać lub całkowicie zastąpić klasyczny system dostępu do szkolnictwa państwowego. Propozycje tego rodzaju są różnego typu kompromisem między ideą pełnej prywatyzacji i deregulacji szkolnictwa, a poczuciem konieczności publicznego finansowania edukacji powszechnej.
Bony oświatowe mają w założeniu wprowadzać do systemu oświaty większy element wolnorynkowej konkurencji, przy zachowaniu publicznego subsydiowania oświaty jako dobra quasi-publicznego, i prowadzić do podniesienia jakości nauki w szkołach. Efektywne i popularne placówki miałyby dzięki niemu czerpać wyższe dochody, a nieatrakcyjne szkoły stałyby przed koniecznością poprawy wyników lub opuszczenia rynku. Wiodącym orędownikiem tego rozwiązania był Milton Friedman; w jego propozycji, większość szkół powinna zostać sprywatyzowana, a rodzice powinni mieć pełną swobodę wyboru placówki, oraz możliwość dopłaty powyżej wartości bonu z własnej kieszeni.
Historycznie, bony były używane sporadycznie w niektórych regionach USA w XIX wieku. Koncepcję spopularyzował w latach 1950–1980. M. Friedman, który stworzył fundację Friedman Foundation for Educational Choice (obecnie EdChoice), lobbującą nadal na rzecz tego pomysłu. Bony, lub zbliżone rozwiązania, stosuje się obecnie w wielu regionach świata, jednak efektywność tego pomysłu jest oceniana niejednoznacznie i pozostaje kontrowersyjna.

## Teoria i badania ekonomiczne
W ekonomii oświata jest rozpatrywana jako złożony system, którego niektóre aspekty mogą mieć charakter dóbr quasi-publicznych, i mogą wiązać się z pozytywnymi efektami zewnętrznymi – tzn. ze społecznymi korzyściami wykraczającymi poza indywidualny zysk. Efekty te – w połączeniu z prospołeczną etyką – mogą uzasadniać publiczne subsydiowanie edukacji, ponieważ rynek prywatny niedoszacowuje ich wartości i nie osiąga społecznie optymalnego poziomu konsumpcji. Inne aspekty systemu oświaty mogą mieć jednak charakter zwykłych, konkurencyjnych dóbr prywatnych, które są najefektywniej alokowane na wolnym rynku bez interwencji – innymi słowy, w tym stopniu w jakim decyzje dokonywane jest racjonalnie i w oparciu o prawdziwe informacje, swobodny wybór uczniów i rodziców powinien działać optymalnie. Stanowi to podstawę propozycji bonów – w której oświata jest wspierana i regulowana tylko w najogólniejszy możliwy sposób, a szczegółowe decyzje pozostawione są uczniom i nauczycielom. Zakres występowania na tym obszarze zarówno zawodności rynku – np. nieuczciwego marketingu prowadzącego do błędnych decyzji rodziców – jak i zawodności państwa, oraz konieczność przeciwdziałających im liberalizacji lub regulacji, pozostają jednak kontrowersyjne, na co wskazuje na przykład komentarz z Brookings.
W praktyce podobny efekt można uzyskać bez stosowania bonów, przez umożliwienie swobodnego wyboru szkół, i uzależnienie ich finansowania od liczby uczniów i wyników nauczania – tak jak ma to z grubsza miejsce obecnie w Polsce. Libertariańscy zwolennicy bonów dążą jednak nie tylko do reformy samego finansowania, ale także przede wszystkim do deregulacji państwowego nadzoru nad programem edukacji. W tym nurcie koncepcję bonów łączy się z odrębnymi w istocie rzeczy postulatami – daleko idącego wyłączenia szkół spod państwowej kontroli, aż do ich pełnej prywatyzacji i deregulacji, co ma służyć szanowaniu indywidualnej wolności i odpowiedzialności ludzi.

### Badania empiryczne
Metaanalizy i przeglądy literatury sugerują, że obszar badań bonów oświatowych jest w znacznym stopniu dotknięty problemem tendencyjności publikacji, zjawiska „komory echowej”, oraz ogólnym upolitycznieniem i niską jakością – przeceniając zalety deregulacji i bonów oświatowych. Podobny problem dotyka także ogólnego obszaru badań edukacji.
Najogólniejszy poziom analizy może ukrywać dużą praktyczną złożoność systemu edukacji, która rodzi trudne problemy ekonometryczne. Mobilność, motywacje, i oczekiwania uczniów, rodziców i nauczycieli są głęboko różnorodne. Wpływ konkretnych pracowników szkoły na efekty nauczania może być rozłożony w czasie i trudny do zmierzenia – jej lepsze lub gorsze rezultaty nie muszą ujawniać się natychmiast w wynikach testowych ani na inne sposoby. Zarówno publiczne regulacje, jak i prywatny rynek oświaty mogą wskutek tego borykać się i z różnego rodzaju zawodnościami rynku, i zawodnościami państwa, na przykład przez asymetrię informacji utrudniającą podejmowanie trafnych decyzji. Nieuczciwe podmioty w tym obszarze mogą ulegać drodze najmniejszego oporu i stać się skłonne do przyciągania uczniów w niemerytoryczny sposób, np. uczeniem pod testy, oraz łatwością uzyskania wysokich ocen i dyplomów.

#### Subsydiowanie edukacji
Samo publiczne subsydiowanie edukacji, szczególnie wczesnej, jest w świetle wielu badań efektywnym sposobem zwiększania indywidualnego i społecznego dobrobytu, zdrowia, praworządności, produktywności – i ogólnie kapitału społecznego – oraz zmniejszania nierówności społecznych. Wielkość tych efektów zależy od wielu detali – np. jakości i kierunku wykształcenia, czy kontekstu społecznego. Ekonomiczne badania nad wartością inwestycji w edukację zainicjowała przede wszystkim praca Beckera w 1962. Późniejsza literatura w większości potwierdziła intuicyjne przypuszczenia, że edukacja przynosi duże korzyści indywidualne i publiczne. Analizy potwierdzają także występowanie efektów zewnętrznych edukacji.

#### Efektywność bonów oświatowych
Badania empiryczne skupiające się bezpośrednio na efektach stosowania bonów przyniosły mieszane wyniki. Metaanalizy i przeglądy z 2016 i 2017 stwierdzają, że na ten moment nie ma przekonujących dowodów na rzecz ich efektywności i szerokiego stosowania. Różnorodne implementacje, w konkretnych warunkach i populacjach, miały przeciętnie nieznacznie pozytywne skutki, jednak większość oszacowań efektu była jednak nieodróżnialna od zera. W niektórych przypadkach, np. na Florydzie, w Luizjanie, Indianie i Ohio, wprowadzenie bonów znacząco wręcz pogorszyło wyniki edukacyjne. Komentarz z Brookings podziela ocenę, że brak jest danych które zachęcałyby jednoznacznie do zmiany amerykańskiej oświaty na system bonów, ale zwraca uwagę, że główną część obserwowanych negatywnych efektów da się przypisać towarzyszącej reformom deregulacji – sama konkurencja szkół przynosi pozytywne skutki.

#### Publiczne standardy kształcenia i swobodny wybór szkół
W ocenie z Brookings, o ile państwo zachowuje odpowiednią kontrolę nad standardami edukacji, to sama możliwość swobodnego wyboru szkół podnosi jakość edukacji. Analizy np. zespołu Hill, czy Heartland Institute wskazują, że systemy publicznej oświaty, które utrzymują nadzór nad edukacją, ale nie podtrzymują sztucznie istnienia mniej sprawnych zespołów szkolnych, uzyskują najlepsze rezultaty.

## Opinie o bonach oświatowych

### Argumenty zwolenników
Zwolennicy twierdzą, że system bonów wzmoże wolnorynkową konkurencję pomiędzy szkołami wszelkich typów, co dostarczy szkołom bodźców do poprawy. Szkoły dobre przyciągną więcej uczniów, podczas gdy złe będą zmuszone do poprawy lub zamknięcia. Celem systemu jest dobre rozmieszczenie środków, niezależne od kryteriów biurokratycznych.
Zwolennicy także uważają, że bony edukacyjne pozwolą na większe zróżnicowanie budżetowe, pozwalając uczniom biedniejszym na naukę we wcześniej nieosiągalnych szkołach prywatnych. Bon edukacyjny został zaproponowany przez laureata Nagrody Nobla, ekonomistę Miltona Friedmana, który zauważył, że biedni mają powód do poparcia wyboru szkoły, jako że ich dzieci zazwyczaj chodzą do szkół gorszych i dlatego największa poprawa jakości dotyczyłaby właśnie tego sektora. Friedrich von Hayek tłumaczy:
– Jak wskazał prof. Milton Friedman (M. Friedman, The role of government in education, 1955), wyprowadzenie kosztów oświaty poza obszar decyzyjny rządu byłoby bardzo praktycznym rozwiązaniem. Zamiast utrzymywania szkół państwowych rozdawano by rodzicom bony pokrywające koszty oświaty każdego z ich dzieci w szkołach, do których je poślą. Nadal wskazane byłoby utrzymywanie szkół państwowych w niewielu izolowanych wspólnotach gdzie liczba dzieci jest zbyt mała co łączy się z podwyższeniem średniego kosztu nauki na jednego ucznia. W zastosowaniu do ogromnej większości ludności niewątpliwie dałoby się oddać oświatę całkowicie w ręce społeczeństwa, przy udziale państwa ograniczającym się do finansowania i kontroli minimalnego standardu nauki w szkołach finansowanych z bonów (F. A. Hayek, The Constitution of Liberty, rozdział 24.3)
Inni ważni zwolennicy to przedsiębiorca i polityk ze stanu Illinois Jim Oberweis; gubernator Karoliny Południowej w latach 2003–2011 Mark Sanford; amerykański miliarder i filantrop John T. Walton; były mer Baltimore Kurt L. Schmoke i inni. Także kandydat na prezydenta John McCain twierdzi, że Wybór szkoły stymuluje poprawę oraz tworzy lepsze możliwości dostępu do dobrej nauki dla naszych dzieci.
Partia Libertariańska popiera bon edukacyjny jako krok pośredni do całkowitej likwidacji edukacji publicznej. Rzecznik LDP, Shem Bennett stwierdził, „Początkowo pozostałyby niektóre szkoły publiczne. Jednak zgodnie z planem LDP, szkoły stopniowo prywatyzowałyby się i różnicowały, aż do stopnia w którym nie byłoby potrzeby pomocy państwa”.
- Fundacja Friedmana na Rzecz Wyboru Oświatowego, Założona przez Miltona i Rose Friedmanów w r. 1996, promuje bony oświatowe oraz inne możliwości wyboru. Często cytuje się wyniki badań, gdzie losowo wybrani uczniowie, którzy otrzymali możliwość otrzymania bonu osiągnęli lepsze wyniki od tych, którzy się o nie starali, ale przegrali w losowaniu; Bony poprawiają też wyniki szkół państwowych, ograniczają segregację rasową, pozwalają na lepsze dostosowanie opcji nauki dla uczniów o specjalnych potrzebach i nie pozbawiają państwowych szkół funduszy[36].

### Argumenty przeciwników
Krytycy systemu bonów szkolnych wskazują, że wybór między różnymi szkołami możliwy jest także w istniejącym systemie szkół państwowych. Kluczowym powodem pozwolenia na wybór szkół prywatnych jest przekonanie, że szkoła prywatna jest lepsza – przekonanie naruszone przez badanie oświaty amerykańskiej w roku 2006. Z raportu tego wynika, że średnie wyniki testów czytania oraz matematycznych, po uwzględnieniu charakterystyk uczniów i szkół, były bardzo podobne w szkołach publicznych i prywatnych, mimo że w szkołach prywatnych wyniki były lepsze. Jednak porównania wyników sprawdzianów w polskich szkołach jednoznacznie potwierdzają, że dzieci w prywatnych szkołach uzyskują lepsze wyniki egzaminów zewnętrznych.
Argumentem przeciwko bonom jest fakt, że osłabią one oświatę państwową, podczas gdy niekoniecznie dostarczą wystarczających funduszy na szkoły prywatne. Oponenci wskazują na wzrost kosztów lekcji wraz ze wzrostem zapotrzebowania. Twierdzą także, że bony spowodują dodatkową, sponsorowaną przez podatnika ucieczkę dzieci białych do szkół prywatnych. Jednak w największych miastach USA, gdzie wypróbowano system bonów (Waszyngton, Milwaukee i Cleveland) większość uczniów ich używających to dzieci kolorowe.
Niektórzy krytycy twierdzą, że bon jest określony jako kupon, na który otrzymuje się coś za darmo. Bon staje się w tym momencie kuponem dyskontowym dla tych, którzy i tak korzystają w pełni ze szkolnictwa prywatnego. Według Narodowej Konferencji Stanowych Zgromadzeń Prawodawczych, 76% pieniędzy wydanych w programie bonów w Arizonie poszło do dzieci już wcześniej zapisanych do szkół prywatnych.
W Stanach niektórzy krytycy wierzą, że bony szkolne są pogwałceniem konstytucyjnej zasady rozdziału kościoła od państwa, która w konstytucji USA przyjęła brzmienie: „Kongres nie będzie stanowił praw dotyczących instytucji religijnych”, jako że bony mogą umożliwić państwowe finansowanie szkołom kościelnym co byłoby niebezpośrednim sponsorowaniem związków religijnych z kasy państwa. Jednak Sąd Najwyższy Stanów Zjednoczonych w r 2002 odrzucił tę argumentację.
Niektórzy popierają bony szkolne tylko w momencie, gdy zaistnieje system testów standardowych. Jeżeli takiego systemu nie będzie, mówią, to szkoły prywatne będą przyznawać oceny wyższe większej liczbie dzieci aby przyciągnąć uczniów.
Niektórzy ekonomiści przypominają zagadnienie „zbierania śmietanki” z szerokiego wyboru na rynku oświatowym. Wraz z większą liczbą ubiegających się szkoły prywatne będą bardziej wybredne w wyborze uczniów, wykluczając tych nie pochodzących z grup preferowanych (z powodów np. religijnych lub narodowych), tych z upośledzeniami lub chorobami. Zgodnie z prawem, szkoły państwowe muszą przyjąć każdego ucznia. W taki sposób mogłoby dojść do sytuacji, w której tacy uczniowie częściej musieliby opuszczać szkoły prywatne. Mogłoby to jeszcze bardziej naruszyć reputację oraz konkurencyjność szkół państwowych i być może, w końcu doprowadziłoby do zaklętego kręgu, wiodącego do zamknięcia szkół państwowych oraz końca oświaty państwowej. Pomimo tego, że szkoła stałaby się przedsiębiorstwem jak każde inne, to dyskryminacja socjalna, rasowa, czy religijna byłaby nielegalna i w taki sposób zmuszałaby szkoły do udawania, że uczniowie po prostu nie spełniają standardów lub dlaczego przyjęto akurat tych, a nie innych studentów.
W Stanach Zjednoczonych organizacje lobbystyczne nauczycieli takie jak Amerykańska Federacja Nauczycieli (AFT) oraz inne, podobne wyrażały się krytycznie o tym pomyśle.
Inni przeciwnicy w Stanach atakują z odwrotnej strony: Uważają, że nawet niebezpośrednie dostarczanie pieniędzy państwowych szkołom prywatnym i religijnym, niechybnie doprowadzi do zwiększenia kontroli państwowej nad szkolnictwem niepaństwowym oraz nauczaniem i pośrednio poglądami w grupach religijnych (najczęściej kościołach). Osoby, które w sprzeciwie wobec bonu edukacyjnego używają tego argumentu najczęściej uważają, że jakakolwiek forma państwowego wspierania oświaty powinna zostać wyeliminowana, jako z gruntu szkodliwa, a więc ich argumenty nie są brane pod uwagę w żadnym ze współczesnych państw. Alians Rozdziału Szkół od Państwa sprzeciwia się bonowi oświatowemu jako środkowi upodobnienia do szkół państwowych szkół prywatnych oraz religijnych. Ponadto zaznaczają oni, że nakładanie podatków na obywateli po to aby zapewnić im oświatę jest niewłaściwe i nikt nie powinien godzić się na przyjmowanie nieprawnie otrzymanych pieniędzy na naukę swoich dzieci.

## Wprowadzenie w życie

### Chile
W Chile istnieje rozbudowany system bonów, w którym państwo płaci za szkoły prywatne oraz gminne bezpośrednio, w zależności od liczby przyjęć. Przy badaniu systemu szkół prywatnych dr Martin Carnoy ze Stanfordu, Patrick J. McEwan oraz inni stwierdzili, że kiedy uwzględni się różnice pochodzenia (dochodów oraz wykształcenia rodziców), różnice pomiędzy osiągnięciami szkół publicznych i prywatnych nie są znaczne. Alejandra Mizala i Pilar Romaguera (Uniwersytet Chile) stwierdzili, że zróżnicowanie pomiędzy wynikami wewnątrz obu sektorów jest większe niż pomiędzy nimi.

### Europa
W większości państw europejskich oświata w szkołach podstawowych i średnich jest w całości subsydiowana. W niektórych państwach rodzice mają prawo wyboru szkoły dla dziecka. Szkoły są często oparte na systemach w których pieniądze idą za uczniem i nie ma systemu rejonizacji, jak w przypadku polskich szkół średnich.

#### Szwecja
W Szwecji rząd konserwatystów urzędujący w latach 1991–1994 wprowadził system bonów w szkołach podstawowych i średnich, zezwalając na swobodny wybór pomiędzy szkołami państwowymi i wolnymi (friskolor) w kraju. System natychmiast spodobał się do tego stopnia, że kolejny rząd socjaldemokratów nie zdecydował się na jego anulowanie, pomimo ich niechęci do szkół prywatnych. Jedyną większą zmianą, którą zdołano wprowadzić po roku 1994 był zakaz opłat dodatkowych, co miało zaradzić segregacji socjalnej w szkołach prywatnych. Ogólnie, poparcie obywatelskie dla tego rozwiązania w dalszym ciągu jest dość silne – segregacja nie zwiększyła się i upowszechniło się kilka nowych modeli oświatowych.
W roku 2006 7% szwedzkich uczniów szkół podstawowych oraz 13% uczniów szkół średnich chodziło do szkół prywatnych.

#### Wielka Brytania
W Wielkiej Brytanii Partia Konserwatywna zaproponowała politykę podobną do chilijskiej przed wyborami w roku 2005. Była ona uważana przez niektórych za powód przegranej w wyborach, jako że ściągała na partię ataki ze strony LP.
W piśmie „the Economist” (30 czerwca 2005) – Toddlers and taboos:
To samo, co uważane jest za herezję w szkołach, zostało już bezproblemowo wdrożone w przedszkolach: uważa się, że bon pozwolił na obniżenie kosztów, podwyższenie wydajności oraz zmniejszenie biurokracji w stosunku do systemu państwowego. W zasadzie, nie ma powodu, aby ten system nie miałby być rozprzestrzeniony na oświatę szkolną.

#### Irlandia
Większość szkół w Irlandii to szkoły parafialne, założone przez diecezje, otrzymujące wsparcie państwowe w postaci zwrotu kosztów lokalu, pensji nauczycieli, oraz stałej sumy na ucznia. Ostatnio obserwuje się trend w stronę szkół wielowyznaniowych, założonych przez rodziców, które działają jako spółdzielnie bez kapitału założycielskiego. Rodzice i uczniowie wybierają szkołę, w wypadku kiedy szkoła nie przyciąga uczniów, natychmiast traci fundusze na ucznia – nauczyciele znajdują pracę w innych szkołach, przyciągających uczniów. System uważany jest za źródło sukcesów irlandzkich uczniów. Tęczowa koalicja lat 1995–1997 wprowadziła trzystopniowy system oświaty. Krytycy tego rozwiązania twierdzą, że nie zwiększyło ono liczby uczniów z klas upośledzonych socjalnie w uniwersytetach.

#### Holandia
W Holandii państwo utrzymuje szkoły „wyjątkowe”, prowadzone przez niezależne organizacje pod warunkiem, że nie pobierają one opłat wyższych od szkół publicznych. oraz stosują się do reguł wyznaczonych dla szkół publicznych.
Rodzice mogą wybrać szkołę publiczną bądź wyjątkową, jednak w niektórych obszarach miejskich istnieją procedury rekrutacyjne. Wiele z tych szkół ma charakter religijny. System powstał na początku XX wieku po długiej bitwie pomiędzy partiami religijnymi i świeckimi, co do dzisiaj uważane jest za polityczną trzecią drogę. Pojawienie się szkół islamskich znów zwróciło uwagę na to zagadnienie. Każda propozycja wprowadzenia bonów w Holandii i Belgii jest obciążone doświadczeniami historycznymi.

#### Polska
W Polsce nie ma ogólnokrajowego systemu bonów oświatowych, natomiast prawo pozwala na jego lokalne funkcjonowanie. Bon oświatowy został wprowadzony w powiatach: Dzierżoniów, Gostynin, Kwidzyn, Olecko, Oleśnica, Olsztyn, Ostrzeszów, Piotrków Trybunalski, Puck, Sępolno Krajeńskie, Strzelin, Świdnica, Tuchola, Zielona Góra, Zwoleń (dane z roku 2004 za A. Rozmus, J. Nowakowska „Bon edukacyjny w Polsce. Stan i perspektywy”, Rzeszów 2004), oraz we Wrocławiu.

### Stany Zjednoczone
W latach 80. XX w. rząd federalny Reagana popierał bon, podobnie jak kolejny rząd Busha, w początkowej formie postulatów prowadzących do uchwały o niepozbawianiu szans żadnego dziecka – No Child Left Behind Act. Jak na razie, programy bonów utrzymały się w około sześciu stanach i dystryktach. Większość z nich nakierowana jest na uczniów z rodzin biednych, słabszych szkół lub ze specjalnych programów oświatowych.
Najpierw wprowadzono je w mieście Milwaukee w stanie Wisconsin w 1990 i w roku 2006 obejmowały one już 15 000 uczniów. W roku szkolnym 2006-2007 po raz pierwszy w Milwaukee rozdano w bonach ponad 100 milionów dolarów. Dwadzieścia sześć procent uczniów z Milwaukee będzie otrzymywało poparcie publiczne na chodzenie do szkół spoza tradycyjnego systemu szkół państwowych Milwaukee. Katolicka szkoła św. Antoniego w Milwaukee przyjęła wtedy 966 uczniów z bonami, co znaczy, że była największą tego typu w historii Ameryki. Jednak w dzisiejszej formule finansowania bonów więcej pieniędzy z podatków gruntowych Milwaukee idzie na uczniów bonowych niż na uczniów szkół publicznych. Ta nierównowaga ściągnęła na siebie sporą krytykę i w 2007 wysunięto szereg propozycji dążących do zmiany systemu.
Kwestia bonu szkolnego jest także przedmiotem licznych procesów sądowych w początku lat dwutysięcznych.
Program wprowadzony w mieście Cleveland w 1995 z aprobatą stanu Ohio został zaskarżony w sądzie, jako godzący w konstytucyjną zasadę rozdziału kościoła od państwa oraz w gwarancję swobód religijnych, które są zapisane w konstytucji Ohio. Ten pozew został oddalony przez Sąd Najwyższy Ohio, ale pozew federalny został podtrzymany przez sąd miejscowego dystryktu federalnego oraz Sąd Apelacyjny Okręgu Szóstego. Fakt, że prawie wszystkie rodziny używające bonów posłały dzieci do szkół katolickich w rejonie Cleveland został przytoczony w wyroku. Wyrokiem z roku 2002 Sąd Najwyższy stwierdził, że program Ohio jednak był zgodny z konstytucją. Sędziowie powołali się na osobisty wybór rodziców i potwierdzili, że ostateczny cel programu (poprawa jakości oświaty podstawowej) był świecki.
Poparcie polityczne programu bonów wychodzi z różnych kręgów. Konserwatyści częściej skłaniają się ku programowi bonów. W 2006 największym programem bonów był program pomocowy dla ofiar huraganu Katrina.
Wiele sondaży opinii publicznej wskazuje, że poparcie dla bonów wzrosło w ciągu ostatnich lat, chociaż nie zmierzono dokładnie tego zjawiska. Przedstawiciele większości zdają się popierać poprawę istniejących szkół raczej niż program bonów, do tego około 40% respondentów przyznało, że ich skromna wiedza nie pozwala im na sformułowanie opinii.

### Hongkong
System bonów dla dzieci przedszkolnych od 3 do 6 roku życia został wprowadzony w Hongkongu od roku 2007. Każde dziecko otrzyma 13000 HK$ rocznie. Subsydium 13000 $ jest podzielone na dwie części. 10 000 $ użyte na subsydium na czesne a pozostałe 3000 otrzymują nauczyciele przedszkolni na dalszą edukację oraz dyplomy. Są także pewne ograniczenia w systemie bonów. Rodzice mogą jedynie wybrać instytucje o opłacie niższej od 24000 dolarów rocznie. Rząd ma nadzieję, że około roku 2011-2012, wszyscy nauczyciele przedszkolni otrzymają certyfikaty edukacji i rząd będzie mógł podwyższyć opłatę do 16 000 $ jako jedynie subsydium czesnego.
Milton Friedman skrytykował ten system, mówiąc że nie wierzy, że jest on odpowiednio zbudowany. Konkurencja jest oparta na zysku, więc przedszkola nie powinny być prowadzone jedynie przez organizacje non-profit.